# Ethel Kennedy
Ethel Skakel Kennedy (Chicago, Illinois, 11 april 1928 – Boston, Massachusetts, 10 oktober 2024) was de vrouw van Amerikaans politicus Robert F. Kennedy. Ze behoort tot de prominente familie Kennedy. 

## Jeugd
Ethel Skakel werd geboren in Chicago op 11 april 1928 als kind van Ann Brannack, een rooms-katholiek van Ierse afkomst, en George Skakel, een protestant van Nederlandse afkomst. Ethel werd katholiek opgevoed in Greenwich (Connecticut). Haar vader was de oprichter van de zeer succesvolle Great Lakes Carbon Corporation, nu onderdeel van SGL Carbon. Zij ging naar de meisjesschool Greenwich Academy in Greenwich en naar het Convent of the Sacred Heart, eveneens een meisjesschool, in Manhattan. In september 1945 ging Ethel studeren aan het Manhattanville College van het Heilig Hart (toen gevestigd in Manhattan), waar ze bevriend raakte met haar kamergenoot Jean Kennedy. Ethel trouwde later met Jeans broer, Robert F. Kennedy.

## Huwelijk
Ethel ontmoette Robert F. Kennedy tijdens een skireis naar het Mont Tremblant Resort in Quebec in de winter van 1945. In die tijd had Robert een relatie met Ethels zus Patricia. Die relatie eindigde en Ethel en Robert begonnen elkaar vaker te zien.
Robert en Ethel verloofden zich in februari 1950 en zijn getrouwd op 17 juni 1950 in de Katholieke kerk St. Mary's in Greenwich. Ethel en Bobby verhuisden naar Charlottesville in Virginia. Hun eerste kind, Kathleen, werd geboren op 4 juli 1951. Nadat Robert was afgestudeerd in de rechten, vestigde de familie zich in Washington D.C. en Robert ging werken voor het ministerie van Justitie. Dat duurde niet lang, kort daarna werd Robert gevraagd door zijn familie om zijn broer John F. Kennedy's succesvolle campagne voor de senaat te leiden in Massachusetts.
Gedurende de jaren 50 van de twintigste eeuw werkte Robert voor de federale overheid in onderzoeksrollen voor de Permanente Subcommissie van de Senaatscommissie voor het Regeringsbeleid samen met de anticommunistische senator Joseph McCarthy, en als de belangrijkste raadsman van de Senate Select Committee voor Onjuiste Activiteiten in Arbeid en Management. In 1956 kochten de Kennedy's Hickory Hill van zijn broer John en diens vrouw Jacqueline. Ze hadden behoefte aan een groter huis, want Ethel was zwanger van hun vijfde kind. Dit enorme huis, met dertien slaapkamers en dertien badkamers, stond op een stuk grond van 24.000 m² in McLean, Virginia.

## Dood van Robert Kennedy
Net na middernacht op 5 juni 1968 werd Robert Kennedy neergeschoten door Sirhan Sirhan, hij stierf 26 uur later. Ethel en haar tien kinderen (Rory, de elfde werd later dat jaar geboren) waren zwaar getroffen. Na de moord bleef Ethel Kennedy publiekelijk verklaren dat ze nooit meer zou trouwen. Zij bleef wonen in Hickory Hill tot december 2009, toen het werd verkocht voor 8,25 miljoen dollar.

## Recente jaren
Tijdens de Democratische Partij presidentiële voorverkiezingen in 2008, steunde Ethel Barack Obama net zoals haar kinderen Max en Rory. Drie van haar kinderen, Kathleen, Robert jr. en Kerry, spraken steun uit voor senator Hillary Clinton. Na het overlijden van haar zwager Ted was ze een van de belangrijkste rouwenden op de publieke begrafenis op 29 augustus 2009.
Ethel Kennedy overleed op 10 oktober 2024 op 96-jarige leeftijd na een beroerte.
- Biblioteca Nacional de España: XX1244935
- Gemeinsame Normdatei: 119235676
- International Standard Name Identifier: 0000 0000 7859 5711
- Library of Congress Control Number: n88027472
- National Archives and Records Administration: 10570873
- Nationale bibliotheek van Australië: 40001202
- Nationale Bibliotheek van Israël: 987007263622805171
- SNAC: w61r7jg8
- Système universitaire de documentation: 20320882X
- Trove: 1470469
- Virtual International Authority File: 18761322
- WorldCat: E39PBJhH3DtYQHVpgmhTyJhbVC